# 国際色彩学会
国際色彩学会（こくさいしきさいがっかい, 仏: Association Internationale de la Couleur, 略称：AIC）は、色彩に関する国際的な学術団体である。
色彩のあらゆる側面に関する研究を奨励し、その研究から得られた知識を普及させ、科学、芸術、デザイン、産業の分野における問題の解決に国際的に応用することを目指す。AICはまた、色彩に関する問題に関して、国際照明委員会 (CIE)、国際標準化機構 (ISO)、国際光学委員会 (ICO) などの既存の国際組織と緊密に協力することを目指している。
AICは1967年、アメリカ・ワシントンDCでCIE第16回会議の開催期間中に設立された。
日本は創設時からのメンバーとして日本色彩学会（創設時は日本色彩科学協会）が参画している。1997年の第8回AIC大会は京都市の国立京都国際会館で開催された。また、1979年の中間大会は東京で、千鳥ヶ淵のほとりにあったフェヤーモントホテルで開催された。2015年の中間大会は御茶ノ水ソラシティカンファレンスセンターで開催された。
2009年に AICはインターナショナル・カラー・デイの創設に合意し、この日は世界中の多くの国で祝われている。

## 大会
2020年までは、AICは4年に一度Congress（大会、世界大会）と呼ばれる国際会議を開催した。また、Congressの2年後の年にMidterm Meeting（中間大会）と呼ばれる会議を開催し、Congressの1年後と3年後の年にInterim Meeting（中間会議）と呼ばれる会議を開催した。Congressでは、色彩に関するあらゆるテーマと分野における論文が発表される。一方、Midterm MeetingとInterim Meetingはテーマ別になっており、色の特定の側面に焦点が当てられる。
2021年以降は、Interim Meetingは行われず、CongressとMidterm Meetingがそれぞれ2年に一度開催されることになった。
大会で発表された論文は議事録に掲載され、その多くはウェブサイトで無料で入手できる。
| 開催年 | 会合     | 開催名                                                    | 開催国           | 開催都市                             | 主催者                                                   |
| ------ | -------- | --------------------------------------------------------- | ---------------- | ------------------------------------ | -------------------------------------------------------- |
| 1969年 | 1        | Color '69                                                 | スウェーデン     | ストックホルム                       | Stiftelsen Svenskt Färgcentrum                           |
| 1971年 |          | Color metrics                                             | オランダ         | ドリーベルゲン                       | Nederlandse Vereniging voor Kleurenstudie                |
| 1973年 | 2        | Colour 73                                                 | イギリス         | ロンドン                             | The Colour Group                                         |
| 1976年 | interim  | Colour Dynamics Conference                                | ハンガリー       | ブダペストOMKDK                      | Hungarian National Colour Committee                      |
| 1977年 | 3        | AIC Color 77                                              | アメリカ         | ニューヨーク州トロイ                 | Inter-Society Color Council                              |
| 1978年 | interim  | Color Measurement and its Application                     | イギリス         | ロンドン                             |                                                          |
| 1979年 | midterm  | Color Appearance                                          | 日本             | 東京                                 |                                                          |
| 1980年 | interim  | Harry Helson Memorial Symposium on Chromatic Adaptation   | アメリカ         | バージニア州ウィリアムズバーグ       |                                                          |
| 1981年 | 4        | Golden Jubilee of Colour in the CIE                       | 西ドイツ         | 西ベルリン                           | Deutsche Farbwissenschaftliche Gesellschaft              |
| 1982年 | interim  | Színdinamika '82                                          | ハンガリー       | ブダペスト OMKDK                     | Hungarian National Colour Committee                      |
| 1983年 | midterm  | The Forsius Symposium on Colour Order Systems             | スウェーデン     | クングエルブ                         | Stiftelsen Svenskt Färgcentrum                           |
| 1985年 | 5        | Mondial Couleur 1985                                      | モナコ           | モンテカルロ                         | France, Centre Français de la Couleur                    |
| 1987年 | midterm  | Wyszecki-Stiles Memorial Symposium on Color Vision Models | イタリア         | フィレンツェ                         | Associazione Ottica Italiana                             |
| 1988年 | interim  | Colour in environmental design                            | スイス           | ヴィンタートゥール                   | pro/colore                                               |
| 1989年 | 6        | Color 89                                                  | アルゼンチン     | ブエノスアイレス                     | Grupo Argentino del Color                                |
| 1991年 | midterm  | Colour & Light 91                                         | オーストラリア   | シドニー（パワーハウスミュージアム） | The Colour Society of Australia                          |
| 1992年 | interim  | Computer Color Formulation                                | アメリカ         | ニュージャージー州プリンストン       |                                                          |
| 1993年 | 7        | Colour 93                                                 | ハンガリー       | ブダペスト工科大学                   | Hungarian National Colour Committee                      |
| 1994年 | interim  | Images in Colour                                          | イギリス         | ケンブリッジ                         | The Colour Group                                         |
| 1995年 | midterm  | Colorimetry                                               | ドイツ           | ベルリン                             | Deutscher Verband Farbe                                  |
| 1996年 | interim  | Color and Psychology                                      | スウェーデン     | ストックホルム                       | Stiftelsen Svenskt Färgcentrum                           |
| 1997年 | 8        | AIC Color 97                                              | 日本             | 京都                                 | 日本色彩学会                                             |
| 1999年 | midterm  | Applications of Colorimetry in Industry and Design        | ポーランド       | ワルシャワ                           | Lówny Urzad Miar                                         |
| 2000年 | interim  | Color and Environment                                     | 韓国             | ソウル                               | 韓国色彩学会                                             |
| 2001年 | 9        | AIC Color 01                                              | アメリカ         | ニューヨーク州ロチェスター           | Inter-Society Color Council                              |
| 2002年 | interim  | Color & Textiles                                          | スロベニア       | マリボル                             | Drustvo Koloristov Slovenije                             |
| 2003年 | midterm  | Color Communication and Management                        | タイ王国         | バンコク                             | The Color Group of Thailand                              |
| 2004年 | interim  | Colour and Paints                                         | ブラジル         | ポルト・アレグレ                     | Associação Brasileira da Cor                             |
| 2005年 | 10       | AIC Color 05                                              | スペイン         | グラナダ                             | Comité Español del Color                                 |
| 2006年 | interim  | Color in Fashion and Colour in Culture                    | 南アフリカ共和国 | ハウテン州ミスティヒルズ             | Colour Group of South Africa                             |
| 2007年 | midterm  | Color Science for Industry                                | 中国             | 杭州市                               | Color Association of China                               |
| 2008年 | interim  | Colour – Effects and Affects                              | スウェーデン     | ストックホルム                       | Stiftelsen Svenskt Färgcentrum                           |
| 2009年 | 11       | AIC 09                                                    | オーストラリア   | シドニー                             | The Colour Society of Australia                          |
| 2010年 | interim  | Color and Food: From the Farm to the Table                | アルゼンチン     | マル・デル・プラタ                   | Grupo Argentino del Color                                |
| 2011年 | midterm  | Interaction of Colour and Light                           | スイス           | チューリッヒ                         | pro/colore                                               |
| 2012年 | interim  | In Color We Live: Color and Environment                   | 台湾             | 台北市                               | 中華色彩学会                                             |
| 2013年 | 12       | AIC 2013                                                  | イギリス         | ニューカッスル・ゲーツヘッド         | Colour Group                                             |
| 2014年 | interim  | Color, culture and identity: past, present and future     | メキシコ         | オアハカ州                           | Amexinc, Asociación Mexicana de Investigadores del Color |
| 2015年 | midterm  | Color and Image                                           | 日本             | 東京                                 | 日本色彩学会                                             |
| 2016年 | interim  | Colour in Urban Life: Images, Objects and Spaces          | チリ             | サンティアゴ                         | Asociación Chilena del Color                             |
| 2017年 | 13       | AIC Color 2017                                            | 韓国             | 済州                                 | 韓国色彩学会                                             |
| 2018年 | interim  | Colour & Human Comfort                                    | ポルトガル       | リスボン                             | Associação Portuguesa da Cor                             |
| 2019年 | midterm  | Colour and Landscapes                                     | アルゼンチン     | ブエノスアイレス                     | Grupo Argentino del Color                                |
| 2020年 | interimm | Natural Colours – Digital Colours                         | フランス         | アヴィニョン                         | Centre Français de la Couleur                            |
| 2021年 | 14       | AIC Milan 2021                                            | イタリア         | ミラノ                               | Gruppo Del Colore - Associazione Italiana Colore         |
| 2022年 | midterm  | Seensing Color                                            | カナダ           | トロント                             | Colour Research Society of Canada                        |
| 2023年 | 15       | AIC Thailand 2023                                         | タイ王国         | チエンラーイ県                       | Color Society of Thailand                                |
| 2024年 | midterm  | Color Design, Communication and Marketing                 | ブラジル         | サンパウロ                           | ブラジル工科大学                                         |
| 2025年 | 16       | AIC 2025 Taipei                                           | 台湾             | 台北市 松山文創園区                  | 中華色彩学会                                             |
| 2026年 | midterm  |                                                           | イタリア         | フィレンツェ                         | Gruppo del Colore - Associazione Italiana Colore         |

## 歴代会長
歴代会長は以下のとおり。
- ウィリアム・デビッド・ライト (1967-1969、イギリス)
- イヴ・ル・グラン（フランス語版） (1970-1973、フランス)
- 印東太郎 (1974-1977、日本)
- C. ジェームス・バートルソン (1978-1981、アメリカ)
- ロバート・ウィリアム・G・ハント（1982-1985、イギリス）
- ハインツ・テルシュティーゲ（1986-1989、ドイツ）
- アラン・R・ロバートソン（1990-1993、カナダ）
- ルシア・R・ロンキ（1994-1997、イタリア）
- 池田光男（1998-2001、日本）
- ポーラ・J・アレッシ（2002～2005、アメリカ）
- ホセ・ルイス・カイバノ（2006～2009、アルゼンチン）
- ベリット・バーグストロム（2010～2013、スウェーデン）
- ハビエル・ロメロ（2014-2015、スペイン）
- ニック・ハークネス（2016-2017、オーストラリア）
- 李天仁（2017-2019、台湾）
- ヴィエン・チャン(2020 - 2021、イギリス)
- レスリー・ハリントン(2022-2024、アメリカ)
- マウリツィオ・ロッシ(2024 - 2025、イタリア)

## メンバーと執行委員会
AICの正会員は、各国・地域の色彩学会であり、そのほかに準会員 (他の関連国際協会) がいる。個人会員は、学会が参加していない国・地域でのみ許可される。 
AICの執行委員会は、会長、副会長、書記/会計、および4人の一般会員の7人で構成される。この委員会は、7人のメンバーが異なる国に所属している必要があり、全CongressおよびMidterm Meeting中に開催される選挙によって2年ごとに交代される。

## 発足の経緯
フランスとベルギーが色彩の国際集会をつくろうという発起人となり、CIE14回大会の直後、1959年にブリュッセルで1日の会合が開かれた。
1963年には、6月のCIE大会を利用してスイスが主導して多くの国に呼びかけた。同年9月、フランス・ストラスブールで準備委員会が2日間開催された。フランスのイヴ・ル・グラン、スイスのエルンスト・ガンツ、ドイツのマンフレッド・リヒターを中心に構成され、ヨーロッパの8か国が参加した。この会合ではCIEとの関係などが議論され、「CIEは2つの色光が同じ色に見えるかどうかは教えるが、それがどういう色かは示さない、CIEだけでは色彩学は不十分である」といった議論が行われた。CIEの領域を犯さず、色彩学を追及する学会を目指すことで一致し、1965年のスイス・リュサンの会合での発足を目指すことになった。
1965年、スイス・リュサンの会合では参加国は13。アメリカ（ジャッド、パイク）、カナダ（ヴィゼッキー）、日本（稲村耕雄）も参加した。しかしまだ各国の足並みが揃わずAIC発足には至らなかった。
その後の2年間、各国の意見の調整が重ねられ、規約がまとめられた。スウェーデンのグンナー・トンクイスト、スイスのガンツが調整役を果たした。
1967年6月21日、CIEの第16回大会がワシントンで開催された機会に15か国25名の色彩関係者が集まり、規約を承認し、AICが成立した。アメリカ、フランス、イギリス、スペイン、スウェーデン、スイス、日本、オランダの8か国の代表学会がメンバーとして承認された。アメリカのInter-Society Color Councilの代表ディーン・B・ジャッド、フランスのCentre d'Information de la Couleurの代表イヴ・ル・グラン、イギリスのThe Colour Groupの代表ロバート・ウィリアム・G・ハント、スペインのComité Español del Colorの代表ロレンツォ・プラザ、スウェーデンのSwedish Colour Groupの代表グンナー・トンクイスト、スイスのpro/colore代表エルンスト・ガンツ、オランダのNederlandse Vereniging voor Kleurenstudieの代表J. L. ウェーハが署名した。日本からは日本色彩科学協会の金沢会長および理事会の了承のもとに野中守、福田保が出席し、日本色彩科学協会が日本の唯一の代表としてAICに参加する意思を表明し、福田が署名した。
AIC設立前の会合は以下の通り。
| 開催年 | 開催名                                             | 開催国   | 開催都市         | 主催者                            |
| ------ | -------------------------------------------------- | -------- | ---------------- | --------------------------------- |
| 1957年 | Visual Problems of Colour, Symposium               | イギリス | ミドルセックス   | National Physical Laboratory      |
| 1958年 | 2nd Journees Internationales de la Couleur         | フランス | トゥールーズ     | Commission of French Colorimetry  |
| 1959年 | 3rd Journees Internationales de la Couleur         | ベルギー | ブリュッセル     |                                   |
| 1961年 | Maxwell Colour Centenary                           | イギリス | ロンドン         | The Colour Group of Great Britain |
| 1961年 | Internatioonale Farbtagung                         | ドイツ   | デュッセルドルフ | Fachnormenausschuss Farbe (FNF)   |
| 1963年 | Atti delle VIle Giornate lnternazionali del Colore | イタリア | フィレンツェ     | Associazione Ottica Italiana      |
| 1964年 | Colour and life                                    | イギリス | ロンドン         | Institute of Biology              |
| 1964年 | Colour vision                                      | イギリス | ロンドン         | CIBA Foundation                   |
| 1965年 | Scientific and Practical Aspects of Colour         | スイス   | リュサン         | Swiss Organization Committee      |

## ジャッド賞
色彩学に大きな貢献をしたディーン・B・ジャッドが1972年に亡くなった後、1973年に妻のベティ・ジャッドが提案し、AICはジャッド賞（英: Judd Award）を創設した。1975年以来、AICは2年ごとに、色彩学の分野で優れた業績を挙げた個人研究者または小規模の研究チームに授与している。現在、ジャッド賞は色彩学において最高の栄誉とされる賞になっている。
選考はAIC会員による推薦と、過去の受賞者で構成される委員会による候補者の経歴の分析を含む、大変な手続きである。この賞を受賞した色彩研究者は次のとおり。
- 1975年：ドロシー・ニッカーソン（米国）
- 1977年：ウィリアム・デビッド・ライト（イギリス）
- 1979年：ギュンター・ヴィゼッキー（ドイツ、アメリカ、カナダ）
- 1981年：マンフレッド・リヒター（ドイツ語版）（ドイツ）
- 1983年：デビッド・マクアダム（米国）
- 1985年：レオ・ハーヴィッチとドロシア・ジェイムソン（米国）
- 1987年：ロバート・ウィリアム・G・ハント（イギリス）
- 1989年：印東太郎（日本、米国）
- 1991年：ヨハネス・J・ヴォスとピーター・L・ヴァルラーベン（オランダ）
- 1993年：納谷嘉信（日本）
- 1995年：ハインツ・テルシュティーゲ（ドイツ）
- 1997年：アンダース・ハード（スウェーデン語版）、グンナー・トンクイスト、ラース・シヴィク（スウェーデン）
- 1999年：フレッド・W・ビルマイヤー・ジュニア（1つ）
- 2001年：ロベルト・ダニエル・ロサーノ（アルゼンチン）
- 2003年：池田光男（日本）
- 2005年：ジョン・B・ハッチングス（イギリス）
- 2007年：アラン・R・ロバートソン（カナダ）
- 2009年：アルネ・ヴァルベリ（ノルウェー）
- 2011年：ルシア・ロンキ（イタリア）
- 2013年：ロイ・S・バーンズ（米国）
- 2015年：フランソワーズ・ヴィエノ（フランス）
- 2017年：ミン・ロニエ・ルオ（イギリス）
- 2019年：矢口博久（日本）
- 2021年：ジョン・マッキャン（アメリカ）
- 2023年：ロルフ・ゲオルク・キューニ（アメリカ）